# LALÁ
LALÁ ist ein österreichisches Vokalensemble.

## Bandgeschichte
Die Gründungsmitglieder Ilia Vierlinger, Julia Kaineder, Peter Chalupar und Mathias Kaineder lernten sich im Musikzweig des Linzer Adalbert-Stifter-Gymnasiums kennen und gründeten 2005 das Vocalensemble LALÁ, ein lateinischer Ausdruck, der auch nachsingen bedeutet. Anfangs traten sie in Kirchen und bei Hochzeiten auf, heute füllen sie Konzertsäle von Deutschland, Schweiz, Italien und Norwegen bis nach Algerien, Taiwan und China. Im Juli 2018 verließ Ilia Vierlinger das Ensemble, ihr folgte Lisa Maria Stadler nach. 2019 zeigt sich LALÁ in neuer Besetzung mit Marianne Gappmaier. Unterstützung bekommen die vier Sängerinnen und Sänger vom aktuellen österreichischen Beat Box-Staatsmeister Georg Haselböck.

## Stil
Das Ensemble singt meist a cappella, lässt sich vereinzelt aber auch instrumental begleiten. In ihre Musik bauen sie Elemente der Volksmusik, sakraler Musik, Klassik, Pop, Jazz und Hip-Hop ein.
Mit Anfang 2019 spezialisierte sich LALÁ auf den Bereich Jazz/Pop und erschloss mit neuen Mitgliedern und in Zusammenarbeit mit dem Komponisten Walter Sitz neue musikalische Wege.

## Diskografie

### Alben
- 2011: Zuckerguss[10]
- 2013: Im Grünen erwacht[11]
- 2014: Alles hat seine Zeit[12]
- 2014: Hoam/Art[13]
- 2014: Der Fischaffenkakadu (Kinder-CD)[14]
- 2018: Season[12]

## Auszeichnungen

### 2006
- Gewinn des Kiwanis Kunstpreis in Gmunden.[7]
- Erster Preis mit Auszeichnung in der Kategorie Alte Musik beim Prima la musica in Eisenstadt[7]

### 2007
- Sieg im Landesbewerb in der Kategorie Vokalensemble beim Prima la musica in Graz[7]
- Erster Preis im Bundeswertungssingen in der Kategorie Vokalensemble beim Prima la musica[7]
- Zwei Diplome in Gold in den Kategorien Pflichtstück und Volkslied beim 8. Internationalen Chorwettbewerb in Bad Ischl[7]

### 2008
- Zwei Goldmedaillen in den Kategorien Vokalensemble und Populäre Chormusik bei den 5th World Choir Games in Graz[7]
- Zwei Silbermedaillen in den Kategorien Musica Sacra und Folklore bei den  5th World Choir Games in Graz[7]

### 2009
- Silbermedaille in der Kategorie Pop bei der International A Cappella Competition vocal.total in Graz[7]
- Publikumsaward bei der International A Cappella Competition vocal.total in Graz[7]

### 2010
- Gewinner der Marianne Mendt Jazznachwuchsförderung[7]

### 2011
- Gesamtsieger des Internationalen Anton Bruckner Chorwettbewerbs in Linz sowie jeweils Kategoriesieger in den Kategorien sakrale Musik und Vokalensemble[7]
- Sieger des 5. A cappella-Contests im Rahmen des 12. A cappella-Festivals in Leipzig (gemeinsam mit der Gruppe „Audiofeels“)[7]

### 2012
- Gewinner des Xing-Hai Prize im Rahmen der ersten internationalen Xing-Hai Choir Championship in Guangzhou, China[7]
- Platinmedaille in der Kategorie Pop, Jazz, Gospel bei der ersten internationalen Xing-Hai Choir Championship in Guangzhou, China[7]
- Platinmedaille in der Kategorie Mixed Choirs bei der ersten internationalen Xing-Hai Choir Championship in Guangzhou, China[7]
- Platinmedaille in der Kategorie Folklore bei der ersten internationalen Xing-Hai Choir Championship in Guangzhou, China[7]

### 2013
- Ö1-Pasticcio-Preis für die CD Im Grünen erwacht[11]